# Michael Symes
Michael Symes (født 31. oktober 1983) er en engelsk professionel fodboldspiller, der spiller som angriber.
Han startede sin karriere som prøvespiller hos Everton, hvor han spillede i angrebet med den fremtidige England -stjerne Wayne Rooney. Han flyttede til Bradford City , efter at han kom på førsteholdet i Everton, men efter to skadesplagede sæsoner hos Bradford skifted han til Shrewsbury Town, efter en kort lejeaftale. Han tilbragte tre sæsoner med Shrewsbury, kom derefter Accrington Stanley i juli 2009 efter et lejeperiode den foregående sæson.
Hans mest succesfulde kampagne i form af mål, var hos Accrington, hvilket resulterede i en sommertransfer til de nyligt oprykkede Bournemouth i 2010. Efter to år der, skiftede han til Leyton Orient, derefter Burton Albion, i første omgang på en midlertidig aftale, før han blev fritstillet i 2014. Han spillede to kampe for Southport i 2015.